# 후쿠이 하루토시
후쿠이 하루토시(일본어: 福井晴敏) (1968년 11월 15일 - )는 일본의 소설가이다. 
※ 본인에게 현재 어느 쪽이냐고 하면 "애니메이션 작가"라는 인식을 가지고 있다.
도쿄도 스미다구 출생이다. 사립 다카나와고등학교를 졸업하고, 치바상과대학 상경학부 경제학과를 중퇴했다.

## 같이 보기
- 기동전사 건담 UC